# John Cadman, 1. Baron Cadman

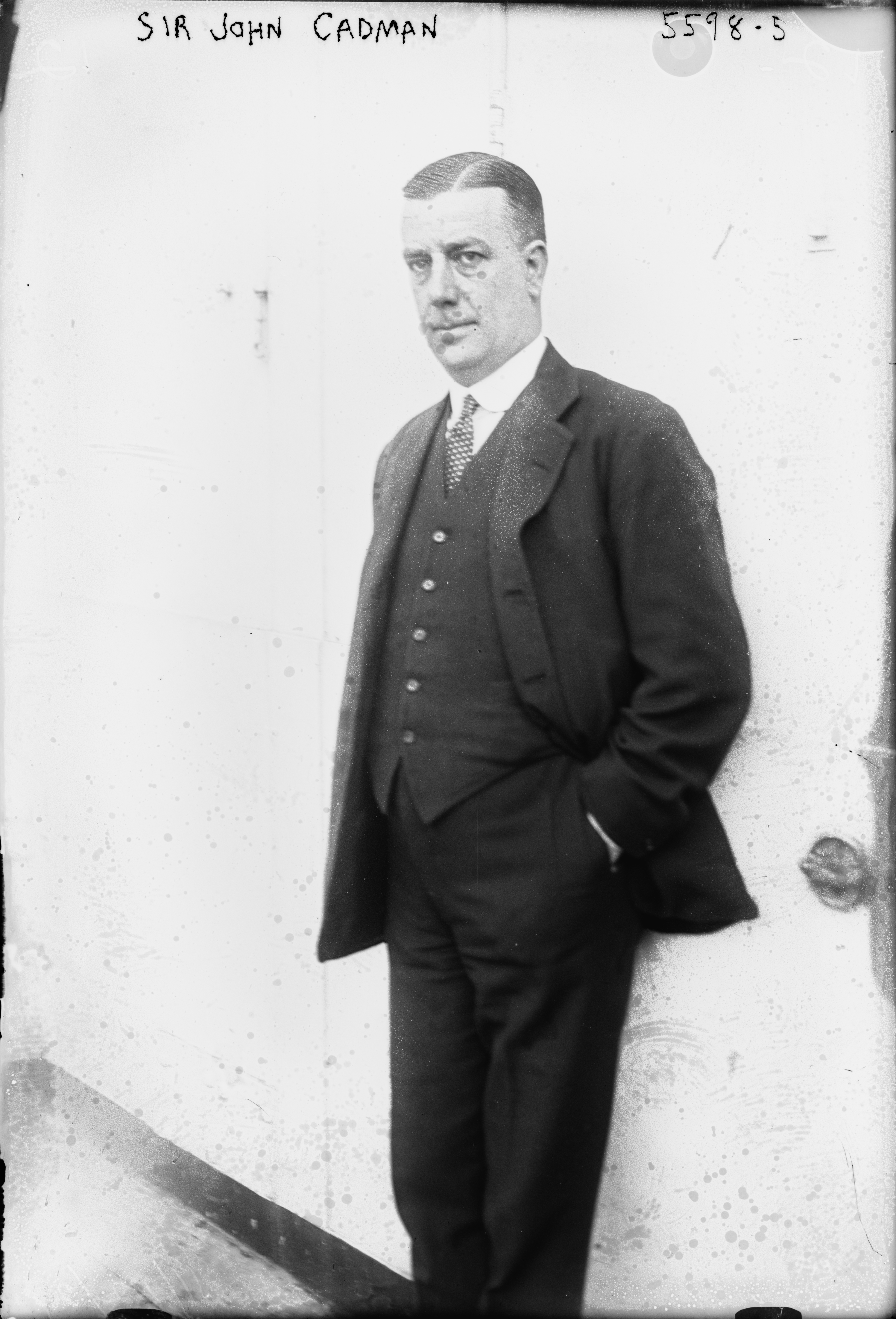
Sir John Cadman

John Cadman, 1. Baron Cadman (* 7. September 1877 in Silverdale; † 31. Mai 1941 in Bletchley) war ein britischer Ingenieur und Manager. Er war unter anderem lange Jahre Vorstandsvorsitzender der Anglo-Persian Oil Company.

## Leben und Tätigkeit
Cadman war ein Sohn der Bergbauaufsehers James Cope Cadman (1851–1914) und seiner Frau Betty, geb. Keeling († 1924). Er studierte am Armstrong College, University of Durham, wo er 1899 einen Abschluss im Fach Geologie erwarb. Seit 1900 war er Fellow der Geological Society.
Während des ersten Jahrzehnts des 20. Jahrhunderts betätigte Cadman sich ab 1904 als Inspektor in Minen in Trinidad und Tobago das zu dieser Zeit noch zum britischen Empire gehörte. In dieser Eigenschaft organisierte er 1907 die Einspeisung der Ölvorkommen in Trinidad in den Weltölhandel.
Ab 1908 unterrichtete Cadman Erdöl-Abbauwesen an der Birmingham University, wobei er 1912 als erster Dozent einen Kurs über „Petroleum Engineering“ anbot.
In den Jahren vor dem Ersten Weltkrieg beriet Cadman die britische Admiralität (Marineleitung) unter dem damaligen Marineminister Winston Churchill als Mitglied der von Admiralty Fuel Commission bei der Umstellung ihrer Schiffe von Kohle- auf Ölfeuerung als Betriebsstoff und empfahl den Erwerb des Mehrheitsanteils an der Anglo-Persian Oil Company (APOC) durch die britische Regierung. Während des Krieges gehörte er der Slade-Kommission an, die den Iran bereiste, um den Umfang und die Qualität der dort befindlichen Ölreserven festzustellen.
1916 übernahm Cadman Aufgaben als Berater für Petroleumfragen beim britischen Kolonialministerium (Colonial Office) sowie als Mitglied des beratenden Gremriums für Wissenschaftliche und Industrielle Forschung (Advisory Council for Scientific and Industrial Research). Als aufgrund der Kriegsverhältnisse 1917 eine massive Ölknappheit bei der britischen Marine eintrat, wurde Cadman zum Direktor der British Petroleum Executive ernannt. Im Mai 1918 wurde er Vorsitzender des Inter-Allied Petroleum Council.
1918 wurde Cadman zum Knight Commander des Order of St Michael and St George erhoben, so dass er sich fortan „Sir“ nennen durfte. 1929 wurde er als Knight Grand Cross desselben Ordens ausgezeichnet.
1921 trat Cadman als technischer Berater (Technical Adviser) in den Dienst der Anglo-Persian Oil Company, in der er rasch Karriere machte: Am 26. März 1923 wurde Cadman in die Funktion eines Direktors (Managing Director) der APOC gewählt. 1925 stieg er mit der Ernennung zum stellvertretenden Vorstandsvorsitzenden (deputy chairman) in den engeren Führungskreis der APOC. Am 27. März 1927 rückte er schließlich zum Vorstandsvorsitzenden der APOC auf. Diese Position behielt er bis 1941 bei. Daneben war er Vorstandsvorsitzender der Turkish Petroleum Company, eines Konglomerats internationaler Beteiligungen, das die beginnende Ölförderung im Königreich Irak kontrollierte.
Als Anhänger des Gedankens, dass allzu scharfer Konkurrenzkampf zwischen großen Konzernen dem Geschäft bzw. den Profiten der einzelnen Konkurrenten abträglich sei, forcierte Cadman als Vorstandsvorsitzender der APOC im Geheimen eine Zusammenarbeit der APOC mit den beiden anderen großen Ölkonzernen dieser Zeit, der Royal Dutch Shell Corporation und der Standard Oil Company (später Exxon Mobile). Diese wurde schließlich in dem sogenannten As-Is Agreement formalisiert, einer heimlichen Absprache dieser drei Konzerne, in der diese ihr wirtschaftliches Nebeneinanderagieren koordinierten, um sich so vor den Kosten eines aggressiven Wettbewerbs zu schützen, um so die Gewinne der einzelnen an dieser Absprache beteiligten zu maximieren und zugleich die Kontrolle des Weltölmarkts dauerhaft in der Form eines auf drei Parteien verteilten Oligopol zu verteilen, um so die eigene Stellung dadurch zu sichern, dass sie das Hochkommen neuer Konzerne auf dem Ölmarkt erschweren, wenn nicht gar unmöglich machen würden.
Als der persische Schah 1933 die Förderkonzessionen der APOC im Iran aufhob, handelte Cadman persönlich ein neues Abkommen mit ihm aus.
In den 1930er Jahren übernahm Cadman leitende Funktionärsaufgaben in der Anglo-Persian Oil Company, wobei er den Rang eines Direktors erhielt.
Am 7. Juni 1937 wurde Cadman als Baron Cadman, of Silverdale in the County of Stafford, zum erblichen Peer erhoben und wurde dadurch Mitglied des House of Lords. 1940 wurde er als Fellow in die Royal Society aufgenommen. Ihm zu Ehren trägt der Cadman-Gletscher im antarktischen Grahamland seinen Namen.
Aufgrund seiner führenden Stellung in der britischen Wirtschaft geriet Cadman spätestens 1940 ins Visier der nationalsozialistischen Polizeiorgane, die ihn als wichtige Zielperson einstuften: Im Frühjahr 1940 setzte ihn das Reichssicherheitshauptamt in Berlin auf die Sonderfahndungsliste G.B., ein Verzeichnis von Personen, die der NS-Überwachungsapparat als besonders gefährlich oder wichtig ansah, weshalb sie im Falle einer erfolgreichen Invasion und Besetzung der britischen Inseln durch die Wehrmacht von den den Besatzungstruppen nachfolgenden Sonderkommandos der SS mit besonderer Priorität ausfindig gemacht und verhaftet werden sollten.